# Żurawy (rejon oszmiański)
Żurawy (biał. Журавы; ros. Журавы) − wieś na Białorusi, w obwodzie grodzieńskim, w rejonie oszmiańskim, w sielsowiecie Grodzie.

## Historia
W czasach zaborów wieś w okręgu wiejskim Suchodoły, w gminie Polany, w powiecie oszmiańskim, w guberni wileńskiej Imperium Rosyjskiego. W 1866 roku liczyła 16 mieszkańców w 4 domach. Należała do dóbr Bojary, własność Błażewicza. W 1905 roku ymieniono wieś, okolicę szlachecką i folwark. Wieś liczyła 33 mieszkańców, 33 dziesięciny, okolica liczyła 55 mieszkańców, 166 dziesięcin, folwark liczył 20 mieszkańców, 111 dziesięcin, własność Raczkiewicza.
W latach 1921–1945 wieś i folwark leżały w Polsce, w województwie wileńskim, w powiecie oszmiańskim, w gminie Polany.
W 1931:
- wieś w 17 domach zamieszkiwało 115 osób[3].
- folwark w 1 domu zamieszkiwała 1 osoba[3].

Wierni należeli do parafii rzymskokatolickiej w Murowanej Oszmiance. Miejscowość podlegała pod Sąd Grodzki w Oszmianie i Okręgowy w Wilnie; właściwy urząd pocztowy mieścił się w Murowanej Oszmiance.
Po II wojnie światowej w granicach Związku Sowieckiego. Od 1991 w niepodległej Białorusi.